# Copa Intertoto 1983
La Copa Intertoto 1983 fue la 23.ª edición de este torneo de fútbol a nivel de clubes de Europa. Participaron 40 equipos de países miembro de la UEFA, 4 equipos más que en la edición anterior.
No se decretó un ganador definido, pero se considera como el campeón al Hammarby IF de Suecia por ser el club que mostró el mejor desempeño durante el torneo.

## Fase de grupos
Los 40 equipos fueron distribuidos en 10 grupos de 4 equipos cada uno, donde el vencedor de cada grupo se ganó la copa y el premio monetario del torneo.

### Grupo 1
| Club               | G | E | P | GF | GC | Pts. |
| ------------------ | - | - | - | -- | -- | ---- |
| Twente             | 4 | 1 | 1 | 14 | 10 | 9    |
| Standard Liège     | 4 | 0 | 2 | 13 | 9  | 8    |
| Zürich             | 2 | 2 | 2 | 13 | 13 | 6    |
| Fortuna Düsseldorf | 0 | 1 | 5 | 9  | 17 | 1    |

|     | TWE | STA | ZUR | FOR |
| --- | --- | --- | --- | --- |
| TWE |     | 2-0 | 1-1 | 1-0 |
| STA | 4-2 |     | 3-0 | 4-3 |
| ZUR | 3-4 | 2-1 |     | 5-2 |
| FOR | 2-4 | 0-1 | 2-2 |     |

### Grupo 2
| Club         | G | E | P | GF | GC | Pts. |
| ------------ | - | - | - | -- | -- | ---- |
| Young Boys   | 4 | 0 | 2 | 7  | 6  | 8    |
| Slavia Praga | 3 | 0 | 3 | 12 | 8  | 6    |
| Brøndby      | 2 | 1 | 3 | 7  | 8  | 5    |
| Slavia Sofia | 2 | 1 | 3 | 5  | 9  | 5    |

|     | YOU | PRA | BRO | SOF |
| --- | --- | --- | --- | --- |
| YOU |     | 2-1 | 0-2 | 1-0 |
| PRA | 2-1 |     | 3-1 | 5-0 |
| BRO | 1-2 | 2-0 |     | 0-0 |
| SOF | 0-1 | 2-1 | 3-1 |     |

### Grupo 3
| Club           | G | E | P | GF | GC | Pts. |
| -------------- | - | - | - | -- | -- | ---- |
| Pogoń Szczecin | 3 | 2 | 1 | 10 | 10 | 8    |
| Werder Bremen  | 3 | 1 | 2 | 12 | 8  | 7    |
| Malmö FF       | 2 | 1 | 3 | 7  | 9  | 5    |
| St. Gallen     | 1 | 2 | 3 | 10 | 12 | 4    |

|     | POG | WER | MAL | STG |
| --- | --- | --- | --- | --- |
| POG |     | 2-1 | 2-0 | 1-1 |
| WER | 4-0 |     | 1-1 | 3-2 |
| MAL | 1-2 | 2-1 |     | 2-0 |
| STG | 3-3 | 1-2 | 3-1 |     |

### Grupo 4
| Club              | G | E | P | GF | GC | Pts. |
| ----------------- | - | - | - | -- | -- | ---- |
| Maccabi Netanya   | 5 | 0 | 1 | 17 | 10 | 10   |
| AGF               | 3 | 0 | 3 | 14 | 11 | 6    |
| Lucerne           | 2 | 1 | 3 | 12 | 17 | 5    |
| Shimshon Tel Aviv | 1 | 1 | 4 | 5  | 10 | 3    |

|     | NET | AAR | LUC | STA |
| --- | --- | --- | --- | --- |
| NET |     | 3-1 | 6-3 | 3-0 |
| AAR | 1-2 |     | 8-3 | 2-1 |
| LUC | 4-1 | 1-0 |     | 1-2 |
| STA | 1-2 | 1-2 | 0-0 |     |

### Grupo 5
| Club             | G | E | P | GF | GC | Pts. |
| ---------------- | - | - | - | -- | -- | ---- |
| Sloboda Tuzla    | 4 | 1 | 1 | 10 | 6  | 9    |
| Budapest Honvéd  | 2 | 2 | 2 | 10 | 8  | 6    |
| Inter Bratislava | 2 | 1 | 3 | 8  | 11 | 5    |
| Wacker Innsbruck | 2 | 0 | 4 | 9  | 12 | 4    |

|     | SLO | HON | INT | INN |
| --- | --- | --- | --- | --- |
| SLO |     | 1-0 | 2-0 | 2-1 |
| HON | 2-2 |     | 3-1 | 3-1 |
| INT | 2-1 | 1-1 |     | 2-1 |
| INN | 1-2 | 2-1 | 3-2 |     |

### Grupo 6
| Club             | G | E | P | GF | GC | Pts. |
| ---------------- | - | - | - | -- | -- | ---- |
| Bohemians Prague | 4 | 2 | 0 | 11 | 9  | 10   |
| OB               | 3 | 1 | 2 | 11 | 10 | 7    |
| Viking           | 1 | 3 | 2 | 9  | 10 | 5    |
| Eisenstadt       | 1 | 2 | 3 | 8  | 10 | 4    |

|     | BOH | OBK | VIK | EIS |
| --- | --- | --- | --- | --- |
| BOH |     | 2-1 | 2-2 | 3-2 |
| OBK | 2-2 |     | 0-3 | 2-1 |
| VIK | 1-1 | 2-3 |     | 1-1 |
| EIN | 1-1 | 0-3 | 3-0 |     |

### Grupo 7
| Club          | G | E | P | GF | GC | Pts. |
| ------------- | - | - | - | -- | -- | ---- |
| IFK Göteborg  | 3 | 2 | 1 | 7  | 3  | 8    |
| Admira        | 3 | 0 | 3 | 10 | 10 | 6    |
| Bałtyk Gdynia | 2 | 2 | 2 | 8  | 9  | 6    |
| B 1903        | 1 | 2 | 3 | 4  | 7  | 4    |

|      | GOT | AWM | BAL | 1903 |
| ---- | --- | --- | --- | ---- |
| GOT  |     | 1-2 | 3-0 | 1-0  |
| AWM  | 1-2 |     | 3-2 | 3-0  |
| BAL  | 0-0 | 3-1 |     | 2-1  |
| 1903 | 0-0 | 2-0 | 1-1 |      |

### Grupo 8
| Club              | G | E | P | GF | GC | Pts. |
| ----------------- | - | - | - | -- | -- | ---- |
| Hammarby          | 6 | 0 | 0 | 19 | 3  | 12   |
| Arminia Bielefeld | 4 | 0 | 2 | 10 | 5  | 8    |
| Botev Vratsa      | 2 | 0 | 4 | 6  | 9  | 4    |
| Bryne             | 0 | 0 | 6 | 1  | 19 | 0    |

|     | HAM | ARM | BOT | BRY |
| --- | --- | --- | --- | --- |
| HAM |     | 2-1 | 2-1 | 6-0 |
| ARM | 0-2 |     | 4-0 | 3-1 |
| BOT | 1-2 | 0-1 |     | 1-0 |
| BRY | 0-5 | 0-1 | 0-3 |     |

### Grupo 9
| Club       | G | E | P | GF | GC | Pts. |
| ---------- | - | - | - | -- | -- | ---- |
| Videoton   | 5 | 0 | 1 | 15 | 3  | 10   |
| Cheb       | 4 | 1 | 1 | 12 | 3  | 9    |
| Cracovia   | 1 | 1 | 4 | 4  | 14 | 3    |
| Sturm Graz | 0 | 2 | 4 | 2  | 13 | 2    |

|     | VID | RHC | CRA | STU |
| --- | --- | --- | --- | --- |
| VID |     | 1-0 | 6-0 | 3-0 |
| RHC | 2-1 |     | 2-0 | 5-0 |
| CRA | 1-3 | 0-2 |     | 1-1 |
| STU | 0-1 | 1-1 | 0-2 |     |

### Grupo 10
| Club                   | G | E | P | GF | GC | Pts. |
| ---------------------- | - | - | - | -- | -- | ---- |
| Vítkovice              | 4 | 1 | 1 | 13 | 11 | 9    |
| Eintracht Braunschweig | 3 | 1 | 2 | 9  | 5  | 7    |
| Trakia Plovdiv         | 2 | 1 | 3 | 11 | 8  | 5    |
| Elfsborg               | 1 | 1 | 4 | 3  | 12 | 3    |

|     | VIT | BRA | TRA | ELF |
| --- | --- | --- | --- | --- |
| VIT |     | 2-2 | 4-2 | 2-1 |
| BRA | 0-2 |     | 2-0 | 4-0 |
| TRA | 5-1 | 0-1 |     | 4-0 |
| ELF | 1-2 | 1-0 | 0-0 |     |